# Veselajatind
Veselajatind är ett berg i Antarktis. Det ligger i Östantarktis. Norge gör anspråk på området. Toppen på Veselajatind är 2 360 meter över havet, eller 606 meter över den omgivande terrängen. Bredden vid basen är 1,7 km.
Terrängen runt Veselajatind är huvudsakligen kuperad, men åt nordväst är den platt. Trakten är obefolkad. Det finns inga samhällen i närheten. 